# Feminismo radical
O feminismo radical é uma perspectiva dentro do feminismo que propõe um reordenamento radical da sociedade em que a supremacia masculina é eliminada em todos os contextos sociais e econômicos. As feministas radicais procuram abolir o patriarcado ao desafiar normas e instituições sociais existentes, em vez de através de um processo puramente político. Isso inclui desafiar a noção de papéis tradicionais de gênero, opondo-se a objetificação sexual das mulheres e procurar sensibilizar a opinião pública sobre o estupro e a violência contra as mulheres.
O feminismo radical surgiu dentro da Segunda onda do feminismo na década de 1960, e considerava o patriarcado como um "fenômeno trans-histórico" anterior ou ainda mais profundo do que outras fontes de opressão e "não só a forma mais antiga e universal de dominação, mas a principal forma de dominação" e o modelo de todas as outras dominações. As políticas posteriores derivadas do feminismo radical variavam desde o feminismo cultural  até políticas mais sincréticas que colocavam questões de classe, economia, etc. em igualdade com o patriarcado como origens da opressão. As feministas radicais localizam a raiz da opressão das mulheres nas relações de gênero patriarcais, ao contrário dos sistemas jurídicos (como no feminismo liberal), conflito de classes (como no feminismo anarquista, o feminismo socialista ou o feminismo marxista).

## Teoria e ideologia
O feminismo radical vê o patriarcado como um sistema de poder no qual o homem possui poder superior e privilégio econômico; A ferramenta usada para manter a mulher oprimida é o sexismo que enfatiza que o poder e o privilégio masculino formam a base das relações sociais. As feministas radicais em geral concordam com os seguintes pontos:
- As mulheres foram, historicamente, o primeiro grupo oprimido
- A opressão das mulheres é a mais difundida (existe em todas as sociedades)
- A opressão das mulheres é a mais enraizada (não pode ser removida como classes sociais podem ser removidas da sociedade)
- É a opressão que causa mais sofrimentos (ex.: falsa consciência)
- A opressão das mulheres providencia um modelo conceitual para a compreensão de todas as outras formas de opressão

As feministas radicais veem homens e mulheres como classes ou classes de sexo (Firestone, 1970), fundamentalmente opostas em seus interesses comuns, diferente do feminismo de esquerda, o feminismo radical não considera relação entre família e trabalho como particularmente importantes, em vez disso, as feministas radicais argumentam que a subordinação da mulher no lar é de algum modo anterior e mais importante do que sua subordinação como mão-de-obra remunerada. Além disso, elas veem a subordinação da mulher no lar como uma função do patriarcado e não só do capitalismo.
As feministas radicais afirmam que a sociedade é um patriarcado em que a classe dos homens são os opressores da classe das mulheres. Elas postulam que, por causa do patriarcado, as mulheres passaram a ser vistas como o "outro" à norma masculina e, como tal, a mulher tem sido sistematicamente oprimida e marginalizada; além disso, elas afirmam que os homens enquanto uma classe, se beneficiam com a opressão da mulher. As feministas radicais procuram abolir o patriarcado e acreditam que a maneira de fazer isso e lidar com a opressão de qualquer tipo é abordar as causas subjacentes através da revolução.
Algumas feministas radicais clamam para que as mulheres governem homens e mulheres, entre elas Phyllis Chesler, Monique Wittig (na ficção), Mary Daly, Jill Johnston e Robin Morgan.
A cofundadora do Redstockings, Ellen Willis escreveu em 1984 que as feministas radicais "tem políticas sexuais reconhecidas como uma questão pública", "criaram o vocabulário... com que a segunda onda do feminismo entrou na cultura popular", "desencadearam a unidade para legalizar o aborto", "foram as primeiras a exigir igualdade total na chamada esfera privada" ("tarefas domésticas e cuidados infantis... necessidades emocionais e sexuais") e "criaram a atmosfera de urgência" que quase levou à aprovação da Emenda dos Direitos Iguais.

## Movimento

### Raízes
A ideologia do feminismo radical nos Estados Unidos se desenvolveu como um componente do movimento de libertação das mulheres. Ele cresceu em grande parte devido à influência do movimento dos direitos civis que ganhou impulso na década de 1960 e muitas das mulheres que tomaram a causa do feminismo radical tinha experiência prévia com protesto radical na luta contra o racismo. Cronologicamente, ele pode ser visto no contexto da segunda onda do feminismo que começou no início da década de 1960. As jogadoras primárias e as pioneiras desta segunda onda do feminismo incluíam Shulamith Firestone, Kathie Sarachild, Ti-Grace Atkinson, Carol Hanisch e Judith Brown. Muitos grupos de mulheres locais no final dos anos sessenta, como a Frente de Libertação das Mulheres do UCLA (WLF), ofereceram declarações diplomáticas de ideologias do feminismo radical. A cofundadora do WLF da UCLA, Devra Weber recorda, "'...as feministas radicais se opuseram ao patriarcado, mas não necessariamente ao capitalismo. No nosso grupo, pelo menos, elas se opuseram à chamada predominância masculina das lutas de libertação nacional'".

## Ideologias
No início deste período, "heterossexualidade era mais ou menos um pressuposto incontestado". Entre as feministas radicais, a visão tornou-se amplamente difundida de que, até agora, as liberdades sexuais adquiridas com a revolução sexual dos anos 1960, em particular, a ênfase na diminuição da monogamia, tinha sido em grande parte adquirida pelos homens em detrimento das mulheres. Este pressuposto da heterossexualidade logo seria desafiado pelo surgimento do lesbianismo político, intimamente associada com Atkinson e The Feminists.
Redstockings e The Feminists eram ambas organizações feministas radicais, mas tinham opiniões bastante distintas. A maioria dos membros da Redstockings mantinham uma visão materialista e antipsicológica. Elas viam a opressão das mulheres como contínua e deliberada pelos homens, afirmavam que homens eram os responsáveis por esta opressão, considerando instituições e sistemas (incluindo a família) como meros veículos da intenção masculina consciente e rejeitando as explicações psicológicas da submissão feminina ao culpar as mulheres por colaboração na sua própria opressão. Para o feminismo radical, a desigualdade dos sexos não se deve nem à ignorância nem à falta de liberdade ou ao capitalismo, mas sim, ao trabalho coletivo de homens para dominar, controlar e explorar mulheres, de modo que o problema fundamental do feminismo radical consiste em compreender como a subordinação das mulheres é imposta e mantida, as consequências e como pode ser abolida. Elas mantinham a uma visão de que Willis viria a descrever como "neo-maoísta"  — que seria possível unir todas ou quase todas as mulheres, como uma classe, para enfrentar essa opressão pessoalmente confrontando os homens.
The Feminists mantinham uma filosofia mais idealista, psicologista e utópica, com uma maior ênfase nos "papéis de gênero", viam o sexismo como enraizado em "padrões complementares de comportamento masculino e feminino". Elas colocaram mais ênfase nas instituições, considerando o casamento, a família, a prostituição e a heterossexualidade como existentes para perpetuar o "sistema do papel de gênero". Elas viam tudo isso como instituições a serem destruídas. Dentro do grupo, houve mais desentendimentos, com a visão de Koedt da instituição da relação sexual "normal" como sendo voltada principalmente para o prazer sexual ou erótico masculino, enquanto Atkinson o considerava principalmente em termos de reprodução. Em contraste às Redstockings, The Feminists geralmente consideravam a sexualidade genitalmente focada como inerentemente masculino. Ellen Willis escreveria mais tarde que na medida em que as Redstockings consideravam abandonar a atividade heterossexual, elas viam isso como um "preço amargo" que "pode ter que pagar por [sua] militância", enquanto The Feminists abraçaram o feminismo separatista como uma estratégia.
As New York Radical Feminists (NYRF) Feministas Radicais de Nova Iorque tomaram uma linha mais psicologista (e até mesmo de determinismo biológico). Elas argumentaram que os homens dominam as mulheres, não tanto por benefícios materiais mas para a satisfação intrínseca de ego em dominação. Da mesma forma, rejeitaram a visão das feministas do Redstockings de que as mulheres se submetiam apenas por necessidade ou a visão implícita das Feminists de que se submetiam por covardice, mas em vez disso argumentaram que o condicionamento social simplesmente levou a maioria das mulheres a aceitar um papel submisso como "certo e natural".

### Ação
O feminismo radical não era e não é apenas uma movimentação de ideologia e teoria. As feministas radicais também tomam ações diretas. Em 1968, elas protestaram contra o concurso de Miss América, jogando salto alto e outros acessórios femininos em uma lata de lixo, para representar a liberdade.

### Igualitarismo radical
Por causa de seu compromisso com o igualitarismo radical, a maioria dos primeiros grupos feministas radicais operaram inicialmente sem qualquer estrutura interna formal. Quando a liderança informal se desenvolveu, foi muitas vezes ressentido. Muitos grupos acabaram gastando mais esforços em debater suas próprias operações internas do que lidando com assuntos externos, visando "aperfeiçoar uma sociedade perfeita em microcosmo" em vez de incidir sobre um mundo maior. O ressentimento da liderança foi agravado pela visão de que todos as "classes de esforços" foram "identificadas pelos homens". Em casos extremos, exemplificado por feministas, o resultado, de acordo com Ellen Willis, foi "demandas mecanicistas impraticáveis para uma divisão absolutamente aleatória de trabalho, não tendo em conta as diferenças de habilidade, experiência ou mesmo inclinação". O resultado, escreve Willis, "não era democracia, mas paralisia". Quando as feministas começaram a escolher aleatoriamente quem poderia falar com a imprensa, Ti-Grace Atkinson saiu da organização que ela mesma tinha fundado. 

## Visões sobre a indústria do sexo

### Prostituição
As feministas radicais apontam que as mulheres das mais baixas classes socioeconômicas — pobres, com um baixo nível de educação, mulheres pertencentes às minorias raciais e étnicas mais desfavorecidas — estão amplamente presentes na prostituição em todo o mundo. "Se a prostituição é uma escolha livre, por que é que as mulheres com menos escolhas são as mais frequentemente encontradas fazendo isso?" (MacKinnon, 1993). Uma grande porcentagem das prostitutas entrevistadas em um estudo de 475 pessoas envolvidas na prostituição informou que elas estavam em um período difícil de suas vidas e a maioria delas queria deixar a ocupação. Catharine MacKinnon argumenta que "na prostituição, as mulheres têm relações sexuais com homens que nunca de outra forma teriam relações sexuais com ela. O dinheiro, portanto, atua como uma forma de força e não como uma medida de consentimento, age como a força física age em um estupro".
Elas acreditam que nenhuma pessoa pode realmente concordar com sua própria opressão e que nenhuma pessoa deve ter o direito de consentir com a opressão de outros. Nas palavras de Kathleen Barry, o consentimento não é uma "varinha de condão quanto à existência de opressão e concordar com violação é um fato da opressão. A opressão não pode efetivamente ser medida de acordo com o grau de "consentimento", uma vez que mesmo na escravidão havia algum consentimento, se o consentimento é definido como a incapacidade de ver, ou sentir qualquer alternativa".
Andrea Dworkin começa suas opiniões com: "A prostituição em si é um abuso do corpo de uma mulher. Aqueles que dizem isto são acusados de serem simplórios. Mas a prostituição é muito simples. (...) Na prostituição, nenhuma mulher permanece inteira. É impossível usar um corpo humano na forma como os corpos das mulheres são usados na prostituição e ter um ser humano completo no final, durante ou no início disso. É impossível. E nenhuma mulher se recupera completamente depois".
O pensamento feminista radical analisou a prostituição como uma pedra angular da dominação patriarcal e a subjugação sexual de mulheres que tem um impacto negativo não só sobre as mulheres e meninas na prostituição, mas em todas as mulheres como um todo, porque a prostituição afirma e reforça definições patriarcais de mulheres como tendo a função primária e contínua de servir aos homens sexualmente. Elas afirmam que é fundamental que a sociedade não substitua uma visão patriarcal sobre a sexualidade feminina — por exemplo, que as mulheres não devem ter relações sexuais fora do casamento/relacionamento e que o sexo casual é vergonhoso para uma mulher etc. — com outra visão igualmente opressiva e patriarcal — a aceitação da prostituição, uma prática sexual que é baseada em uma construção altamente patriarcal da sexualidade: que o prazer sexual de uma mulher é irrelevante, que o seu único papel durante o sexo é submeter-se a exigências sexuais do homem e fazer o que ele diz a ela, que o sexo deve ser controlado pelo homem e que a resposta e satisfação da mulher são irrelevantes. Essas feministas argumentam que a liberação sexual das mulheres não pode ser alcançada enquanto nós normalizarmos as práticas sexuais desiguais, onde um homem domina uma mulher.

### Pornografia
Feminista radicais, notavelmente Catharine MacKinnon, acusam que a produção de pornografia implica a coerção física, psicológica e/ou econômica das mulheres que a executam e promovem. Isto é dito ser verdadeiro mesmo quando as mulheres estão sendo apresentadas como se divertindo. Também é discutido que muito do que é mostrado na pornografia é abusivo por sua própria natureza. Gail Dines afirma que a pornografia, exemplificada pela "pornografia gonzo", está se tornando cada vez mais violenta e que as mulheres que atuam na pornografia são brutalizadas no processo de sua produção.
Feministas radicais apontam para o testemunho de participantes bem conhecidos na pornografia, como Traci Lords e Linda Boreman, e argumentam que a maioria das atrizes são coagidas na pornografia, seja por alguém, ou por um conjunto infeliz de circunstâncias. O movimento feminista antipornografia foi galvanizado pela publicação de Ordeal, em que Linda Boreman (que, sob o nome de "Linda Lovelace" tinha estrelado no filme Deep Throat) declarou que havia sido espancada, estuprada e prostituída por seu marido Chuck Traynor; e que Traynor a tinha forçado a fazer as cenas em Deep Throat apontando uma arma, além de forçá-la, pelo uso da violência física contra Boreman, bem como abuso emocional e ameaças diretas de violência, para fazer outros filmes pornográficos. Dworkin, MacKinnon e Women Against Pornography emitiram declarações públicas de apoio a Boreman e trabalharam com ela em aparições e discursos públicos.
As feministas radicais sustentam que a pornografia contribui para o sexismo, argumentando que nas performances pornográficas as atrizes são reduzidas a meros receptáculos — objetos — para uso sexual e abuso por parte dos homens. Elas argumentam que a narrativa é geralmente formada em torno do prazer dos homens como o único objetivo da atividade sexual e que as mulheres são mostradas em um papel subordinado. Alguns opositores acreditam que filmes pornográficos tendem a mostrar as mulheres como sendo extremamente passivas ou que os atos que são realizados sobre as mulheres são tipicamente abusivos e exclusivamente para o prazer do parceiro sexual. A ejaculação no rosto e sexo anal são cada vez mais populares entre os homens, seguindo as tendências da pornografia. MacKinnon e Dworkin definiram a pornografia como "a subordinação gráfica sexualmente explícita das mulheres através de imagens ou palavras".
Feministas radicais dizem que o consumo de pornografia é uma causa de estupro e outras formas de violência contra as mulheres. Robin Morgan resume esta ideia com sua declaração frequentemente citado, "A pornografia é a teoria, o estupro é a prática". De acordo com a teoria feminista radical, a sexualidade feminina carece da gana sexual que o gênero masculino possui. "O desejo e o prazer de estuprar não são senão uma extensão da fantasia e da perversão do gênero masculino em relação à sexualidade feminina".
As feministas radicais alegam que a pornografia erotiza a dominação, a humilhação e a coação das mulheres e reforça as atitudes sexuais e culturais que são cúmplices do estupro e do assédio sexual. Em seu livro Only Words, MacKinnon argumenta que a pornografia "priva as mulheres do direito de expressar recusa verbal de uma relação sexual".
MacKinnon argumenta que a pornografia leva a um aumento da violência sexual contra as mulheres através da promoção do mito do estupro. Esses mitos incluem a crença de que as mulheres realmente querem ser estupradas e que elas "querem dizer sim quando dizem não". É contestado que "os mitos de estupro perpetuam a violência sexual indiretamente criando crenças e atitudes distorcidas sobre agressão sexual e transferindo elementos de culpa para as vítimas". Além disso, de acordo com MacKinnon, a pornografia dessensibiliza os espectadores da violência contra as mulheres, e isso leva a uma progressiva necessidade de ver mais violência para se excitar sexualmente, um efeito que ela afirma estar bem documentado.

## Pontos de vista sobre transgênero
Desde os anos 1970, tem havido um debate em curso entre as feministas radicais sobre o papel do transgênero na sociedade.

### Apoio a transgêneros
Muitas feministas radicais, como Andrea Dworkin, Catharine MacKinnon e John Stoltenberg, bem como grupos tais como o Radical Women, têm apoiado firmemente os direitos dos transexuais e a trans-inclusão,

### Críticas a transgêneros
Janice Raymond, Germaine Greer, Sheila Jeffreys, Julie Bindel e Robert Jensen, acusaram o movimento transgênero de perpetuar as normas de gênero patriarcais caracterizando-o como incompatível com a ideologia feminista radical.
Em 1978, a Lesbian Organization of Toronto (Organização Lésbica de Toronto) votou para se tornar exclusivamente womyn-born womyn e escreveu:
Uma voz de mulher quase nunca foi ouvida como uma voz de mulher - sempre foi filtrada através de vozes masculinas. Então aqui um cara vem dizer, "Eu vou ser uma menina agora e falar para as meninas." E nós pensamos, "Não, você não é." Uma pessoa não pode simplesmente juntar-se a oprimidos por decreto.— Organização Lésbica de Toronto, 1978
Em 1979, a ativista e feminista radical lésbica americana Janice Raymond lançou o livro The Transsexual Empire: The Making of the She-Male, que olhou para o papel do transexualismo — abordagens particularmente psicológicas e cirúrgicas — no sentido de reforçar os estereótipos tradicionais de gênero, as maneiras pelas quais o "complexo médico-psiquiátrico" tem "medicalizado" a identidade de gênero, e o contexto social e político que ajudou o tratamento transexual a se disseminar e tornar a cirurgia como normal e medicina terapêutica. O livro sustenta que o transexualismo é baseado nos "mitos patriarcais" da "maternalidade masculina" e de "se fazer da mulher de acordo com a imagem do homem". Raymond afirmou isso foi feito "para colonizar a identificação, a cultura, a política e a sexualidade feminista", acrescentando: "Todos os transexuais estupram os corpos das mulheres, reduzindo a forma feminina real para um artefato, apropriando-se este corpo para si(...) Transsexuais simplesmente cortam por fora dos meios mais óbvios de invadir mulheres, de modo que eles parecem não-invasivos".
Em 2009, Germaine Greer publicou uma sequência do livro The Female Eunuch, o livro The Whole Woman. Um capítulo foi intitulado "Pantomima Dames", em que ela afirma sua oposição à aceitação de transexuais como mulheres:
Os governos que consistem em poucas mulheres têm se apressado a reconhecer como mulheres os homens que acreditam que são mulheres e que se castram para provar isso, porque eles vêem as mulheres não como outro sexo, mas como um não-sexo. Nenhuma chamada "mudança de sexo" já implorou por um transplante de útero-e-ovários; Se transplantes de útero-e-ovários fossem obrigatórios para aspirantes à mulheres isso iria desaparecer da noite para o dia. A insistência de que mulheres feitas pelo homem sejam aceitas como mulheres é a expressão institucional da convicção errada de que as mulheres são machos defeituosos.— Germaine Greer em The Whole Woman, 2009
Sheila Jeffreys argumenta que gênero não é imutável e, portanto, não garante intervenção médica radical, ela considera transicionistas como uma evidência disto e descreve a cirurgia de mudança de sexo como "mutilação". Jeffreys também argumenta que "a grande maioria dos transexuais ainda subscrevem ao estereótipo tradicional das mulheres" e que com a transição médica e socialmente, as mulheres trans estão "construindo uma fantasia conservadora do que as mulheres devem ser. Eles estão inventando uma essência de feminilidade que é profundamente insultante e restritiva". Ao longo do livro Gender Hurts: A Feminist Analysis of the Politics of Transgenderism, coescrito com Lorene Gottschalk, Jeffreys insiste em usar pronomes masculinos para se referir a mulheres trans argumentando que "o uso de pronomes femininos por homens esconde o privilégio masculino concedido a eles em virtude de terem sido colocados e trouxe-se na casta do sexo masculino". Julie Bindel disse: "Eu não tenho um problema com os homens eliminando seus órgãos genitais, mas isso não os torna mulheres, da mesma forma que empurrar um pedaço de mangueira de aspirador de pó para dentro de seu 501 [calça jeans] não faz de você um homem". A partir de 2009 Bindel sustentou que "as pessoas devem questionar a base do diagnóstico dos psiquiatras do sexo masculino, numa altura da polarização de gênero e a homofobia de mãos dadas". Ela argumenta que "o Irã realiza o maior número de cirurgias de mudança de sexo no mundo", porque "a cirurgia é uma tentativa de manter os estereótipos de gênero intactos" e que "a ideia de que certos comportamentos distintos são apropriadas para homens e mulheres fundamenta a crítica feminista do fenômeno de "transgênero".
As feministas radicais têm, por vezes, defendido a exclusão das mulheres trans de eventos feministas, uma fonte de muita controvérsia. Lisa Vogel, a organizadora do evento Michfest alegou que as manifestantes do acampamento trans responderam a esta controvérsia com vandalismo. Elas argumentam que as mulheres trans não podem ser contadas como mulheres porque elas não nasceram do sexo feminino biologicamente. Tais feministas radicais afirmam que mulheres trans têm desfrutado do privilégio masculino em virtude de ter lhe sido atribuído o sexo masculino no nascimento e sua insistência sobre a aceitação é um tipo de direito masculino. As feministas radicais rejeitam a noção de um cérebro feminino. Elas acreditam que as diferenças de comportamento entre homens e mulheres são o resultado de socialização diferente e acreditam que — nas palavras de Lierre Keith — a feminilidade é "submissão ritualizada". Neste ponto de vista, o sexo é menos uma identidade do que uma posição de casta e o transgênero é um obstáculo à abolição de gênero. Estes pontos de vista não são amplamente aceitos pelo movimento feminista mais amplo, são rejeitados por muitas mulheres trans, os transexuais e muitas vezes são rotulados de transfóbicos.
Algumas feministas argumentam que mulheres trans não são mulheres reais e que as mulheres trans invadem os espaços destinados à mulheres devido a um senso de direito graças a anos de socialização sob o privilégio masculino providenciados a eles enquanto identificados como homens.

### TERF
O termo TERF (trans-exclusionary radical feminist) (feminista radical trans-excludente) tem sido usado para se referir às feministas radicais que não consideram mulheres transgénero como mulheres e as feministas radicais que se atém a esses pontos de vista foram descritos como membros de um grupo de ódio que estão alegadamente "querendo parecer feministas". O termo é considerado um insulto por aqueles a quem se dirige.
Em março de 2017, a escritora feminista nigeriana Chimamanda Ngozi Adichie foi chamada de "TERF" por uma mulher transgênero e ativista também nigeriana após Chimamanda declarar que "mulheres trans são mulheres trans" e que "(...)é difícil para mim, aceitar que então podemos equiparar a sua experiência com a experiência de uma mulher que vive desde o início, no mundo, como uma mulher e que não tem os privilégios concedido que os homens têm".